# Martin Boutet
Martin Julien Paul Boutet (Theux, 17 oktober 1906 – aldaar, 3 juli 1986) was een Belgisch volksvertegenwoordiger en burgemeester. 

## Levensloop
Na zijn lagere school volgde Boutet studies aan de normaalschool van Verviers, waar hij in 1926 het diploma van onderwijzer behaalde. Van 1926 tot 1929 was hij aan de slag als leraar, waarna hij van 1929 tot 1946 als gemeenteambtenaar werkzaam was in de gemeente Forêt. In 1939 behaalde tevens een diploma in administratieve wetenschappen.
Vanaf 1927 militeerde Boutet voor de Belgische Werkliedenpartij en daarna de Belgische Socialistische Partij. In januari 1939 werd hij gemeenteraadslid van Theux en van januari 1947 tot januari 1953 was hij er schepen van Onderwijs. In januari 1953 werd hij dan burgemeester van Theux, een ambt dat hij zou bekleden tot eind 1976. Bij de gemeenteraadsverkiezingen dat jaar belandden de socialisten in Theux in de oppositie. Niettemin bleef Boutet nog tot eind 1982 gemeenteraadslid van de gemeente.
In 1944 werd Boutet secretaris van de PSB-federatie van het arrondissement Verviers. Tien jaar later, in april 1954, werd hij voor dit arrondissement verkozen in de Kamer van volksvertegenwoordigers, een functie die bleef vervullen tot eind 1971. In het parlement vestigde hij de aandacht op de economische achteruitgang van zijn regio en weigerde hij in 1962 in te stemmen met de aanhechting van Voeren bij de Vlaamse provincie Limburg. Ook gold hij als militant van de Waalse Beweging.
Boutet had in 1918 een oog verloren bij de explosie van een kartonfabriek. Op latere leeftijd kreeg hij cataract aan zijn andere oog, waardoor hij in 1967 een operatie moest ondergaan. Een jaar later werd hij volledig blind. Dankzij de hulp van zijn echtgenote kon hij toch nog verschillende jaren zijn parlementair mandaat en zijn burgemeesterschap uitoefenen.
Hij was tevens betrokken bij verschillende andere activiteiten. Hij was medewerker van de socialistische kranten Le Monde du Travail en La Voix Socialiste en was vanaf 1955 voorzitter van de sociale huisvestingsmaatschappij van Theux. In 1956 werd hij daarenboven commissaris van de coöperatieve L'Union coopérative en van 1958 tot 1964 was hij ondervoorzitter van de regionale huisvestingsmaatschappij van het arrondissement Verviers. Voorts was hij van 1949 tot 1960 lid van het permanent comité dat inspecties uitvoerde bij vreemdelingencentra.
In Juslenville, deelgemeente van Theux, is er een Place Martin Boutet.